# 齋藤賢
齋藤 賢（斎藤けん，12月2日—）是日本的漫畫家，出身於長野縣千曲市，血型為A型。
2003年，以「月光香料」出道，同時為白泉社第34回LMG的出道金獎。代表作為『花的名字』，本作也榮獲2005年第30回白泉社雅典娜新人大賞的出道優秀者賞。
作品初期的風格溫柔細膩，並帶有淡淡的憂傷氛圍，作者擅於將某種抽象寓意以簡單的故事具體表現出來，尤以短篇作品為出色。在中後期後，也開始嘗試創作戀愛輕喜劇的作品。

## 作品列表

### 連載
- 花的名字（花の名前），發表於『LaLaDX』2004年3月號、7月號、2004年11月號至2007年9月號，全20回。
- with!!和你在一起（with!!），發表於『LaLa』2006年2月號至4月號、7月號、2006年9月號至2007年1月號； 		『LaLaDX』2008年3月號至9月號、2009年1月號至7月號，全17回。
- 獻給你的祕密真珠（[プレゼントは真珠] 错误：{{Lang}}：无效参数：|3=（帮助）），發表於『LaLaSpecial』2008年10月號；『LaLaDX』2010年1月號至2011年11月號、2012年3月號至11月號，全18回。
- 寂寞的人（さみしいひと），發表於『AneLaLa』vol.1至vol.4，全4回。
- 天堂家物語，於『LaLaDX』連載中。
- 可愛的男孩，初發表於『AneLaLa』vol.5，連載中。

### 短編
- 月光香料（月光スパイス），發表於『LaLaDX』2004年1月號，出道作。
- The☆story of MY DEAR BEAR!!，發表於『LaLa』2004年10月號。
- PP，發表於『LaLa』2005年2月號。
- 花之輪唱（花のカノン），發表於『LaLaSpecial』2005年6月號。
- 桐島亭的魔法（桐島亭の魔法），發表於『LaLa』2005年7月號。
- 青蛙審判（カエル裁判），發表於『LaLa』2007年5月號。
- 給你天使的祝福!!（君に天使の祝福を!!），發表於『LaLaSpecial』2007年8月號。
- 森林與城堡（森とお城），發表於『LaLaDX』2007年11月號。
- 亡鬼櫻奇譚（亡鬼桜奇譚），發表於『LaLa』2008年1月號。
- 無限時鐘（無限時計），發表於『LaLaSpecial』2008年6月號。
- 貓咪、蓉子和我的家（猫とヨーコと俺で家），發表於『LaLa』2008年10月號。
- 沙漏之檻（サンドグラスの檻），發表於『LaLaDX』2008年11月號。
- ガーと王子様，發表於『LaLa』2009年3月號。
- 雪之卡農（雪のカノン），發表於『LaLaSpecial』2009年4月號。
- 薔薇とジルコニア，發表於『LaLaDX』2009年11月號。
- ゆめくらい，發表於『LaLa』2009年12月號。
- ねじまき真野さん，發表於『LaLa』2011年2月號。
- 月のカノン，發表於『黑LaLa』2011年10月號。
- 架空庭園，發表於『LaLa』2012年1月號。
- 吐露，發表於『青LaLa』2012年8月號。
- 愚かな２人のこども達，發表於『LaLaDX』2013年3月號。
- こぐま座のアルファ，發表於『LaLa』2013年12月號。
- 神さまと嘘つき，發表於『LaLaDX』2014年7月號。

## 已出版之單行本
- 月光香料，全一冊短篇集。
  - 一併收錄「青蛙審判」、「給你天使的祝福!!」、「森林與城堡」
- 花的名字，全4集
- with!!和你在一起，全4集
  - 一併收錄「桐島亭的魔法」（第1集）、「貓咪、蓉子和我的家」（第4集）
- 亡鬼櫻奇譚，全一冊短篇集
  - 一併收錄「花之輪唱」、「無限時鐘」、「沙漏之檻」。
- 獻給你的祕密真珠(禮物是珍珠)，全4集
  - 一并收錄「雪之卡農」（第1集）、「ゆめくらい」（第2集）。
- ねじまき真野さん，全一冊短篇集
  - 一併收錄「架空庭園」、「薔薇とジルコニア」、「吐露」、「その後の真野さん」
- 寂寞的人，全一冊
- 可愛的男孩，全7集
- 天堂家物語，15集待續

## 外部連結
- Fresh Interview（花的名字）
- 日本雅虎電子書頁面 （页面存档备份，存于）